# Turmalini
Grupa turmalina je kemijski jedna od najsloženijih mineralnih grupa silikata. U nju ubrajamo složene aluminijeve i borove ciklosilikate, ali zbog izomorfnih zamjena (čvrstih otopina), njihov sastav jako varira, pa mogu sadržavati natrij, kalcij, željezo, magnezij, litij i druge elemente.
Opća formula turmalina glasi:
gdje je:
- X = (Ca,Na,K,Mn)
- Y = (Mg,Li,Al,Mn,Fe2+)
- Z = (Al,Mg,Ti,Cr,V,Fe3+)

Turmalini kristaliziraju u trigonskom kristalnom sustavu, a kristali su im dugi, igličasti do debeloprizmatski te stupićasti, često trokutasti u poprečnom presjeku. Terminalne plohe su asimetrične i takvu pojavu nazivamo hemimorfijom. Mali, igličasti kristali česti su u finozrnatom granitu aplitu i često tvore radijalno zrakaste agregate koje nazivako turmalinskim suncem. Turmalini se ističu po svojoj trostranoj prizmi; niti jedan drugi mineral nema trostranu prizmu. Rijetki su savršeno euhedralni turmalini (tj. kristali sa svim dobro razvijenim plohama). Izuzetak su dobro razvijeni draviti iz Yinnietharre, u zapadnoj Australiji. Ležište je otkriveno 1970-ih, ali danas je iscrpljeno.
Svi hemimorfni kristali su piezoelektrični, a često i piroelektrični. Turmalinski kristali zagrijavanjem postaju pozitivno nabijeni na jednom kraju, a negativno nabijeni na drugom. Zahvaljujući tom efektu, turmalini u kolekcionarskim zbirkama mogu na sebe navući ružne slojeve prašine, ako su izloženi pod jakim svjetlom. Turmalinska neobična električna svojstva postala su poznata početkom 18. stoljeća. Žarko obojane šrilankanske drage turmaline u velikim količinama donijela je u Europu Nizozemska istočnoindijska kompanija, kako bi zadovoljila zahtjeve tržišta za dragim kamenjem. U to vrijeme još se nije znalo da su šerl i turmalin zapravo jedan te isti mineral.

## Varijeteti
Turmalin dolazi u širokom spektru boja. Obično su željezom bogati turmalini crni, plavkastocrni do tamno smeđi, dok su magnezijem bogati varijeteti obično smeđi do žuti. Litijem bogati turmalini mogu biti u gotovo svim bojama - plavoj, zelenoj, crvenoj, žutoj, ružičastoj itd. Rijetko je bezbojan. Dvobojni i višebojni kristali su relativno česti, a odražavaju variranje u kemijskom sastavu otopina tijekom kristalizacije. Kristali mogu biti zeleni na jednom kraju, a ružičasti na drugom, ili pak zeleni izvana, a ružičasti iznutra (elbait). Neke forme turmalina su dikroične, što znači da ako ih gledamo iz dva različita kuta, pokazuju dvije različite boje.
Najčešći varijetet turmalina je šerl, prvi put opisan 1524. godine. Čini oko 95% svih turmalina u prirodi. Ime "turmalin" dolazi od riječi turmali iz jezika Sinhala (sa Šri Lanke), što znači "kamen koji privlači pepeo" (kao uputnica na njegova piroelektrična svojstva). Značenje riječi "šerl" nije poznato, iako se vjeruje da dolazi iz skandinavskog govornog područja.

## Ležišta i nalazišta
Turmaline nalazimo u dva glavna geološka okruženja. To su magmatske stijene, osobito granit i granitni pegmatit te metamorfne stijene, kao što su škriljavci i mramor. Šerl i litijem bogati turmalini mogu se naći u granitima i granitnim pegmatitima. Magnezijem bogati turmalini, draviti, obično se razvijaju u škriljavcima i mramorima. Također, turmalini su vrlo otporni minerali i mogu se naći u manjim količinama kao zrna u pješčenjacima i konglomeratima.
Ima ga na Šri Lanki, Madagaskaru, Kaliforniji, Brazilu (rudnici Minas Geraisa - gdje su pronađeni primjerci i do 1,5 m dugi, u vrijednosit od 9 milijuna dolara!), Sloveniji (Dravograd).
U Hrvatskoj ih ima ponegdje u miocenskim sedimentima sjeverne Dalmacije te na Moslavačkoj gori.

## Upotreba
U draguljarstvu, plavi indigolit je najcjenjeniji varijetet, a slijede ga zeleni verdelit i ružičasti rubelit. Ironično, najrjeđi varijetet, bezbojni ahroit nije cijenjen i ima najmanju cijenu među prozirnim turmalinima. Također, turmalini se ponekad koriste u tretmanima liječenja u alternativnoj medicini.
Od turmalina se prave piezopločice za radio-industriju, a koristi se i kao polarizator te kao ruda bora.

## Vanjske povezice
- Klasifikacija turmalina  Arhivirana inačica izvorne stranice od 17. srpnja 2010. (Wayback Machine) (engl.)
- Mindat - Grupa turmalina (engl.)
- Mineral Galleries  Arhivirana inačica izvorne stranice od 9. srpnja 2005. (Wayback Machine) (engl.)
- Gemstone.org  Arhivirana inačica izvorne stranice od 19. kolovoza 2010. (Wayback Machine) (engl.)
- Turmalini na alminerals.com  Arhivirana inačica izvorne stranice od 4. siječnja 2011. (Wayback Machine) (engl.)